# Guruslău
Guruslău (węg. Magyargoroszló) – wieś w Rumunii, w okręgu Sălaj, w gminie Hereclean. W 2011 roku liczyła 591 mieszkańców.